# Ponceau 4R
Il Ponceau 4R è un azocomposto. Colorante azoico di sintesi viene catalogato dall'Unione europea come additivo alimentare con la sigla E124 ed è comunemente usato come colorante rosso in molti alimenti e bevande. Il suo utilizzo alimentare è proibito negli Stati Uniti, ovvero non è approvato dalla FDA, in Norvegia e Svezia. In Francia è regolamentato dal 2008 con apposita dicitura indicante la  possibile correlazione con la sindrome da deficit di attenzione e iperattività nell'infanzia.